# Joaquim Manuel Aguiar Serafim
Joaquim Manuel Aguiar Serafim – detto Quim – (Beja, 5 aprile 1967) è un ex calciatore e allenatore di calcio portoghese, di ruolo portiere.

## Biografia
Anche i suoi figli Alexandre Dâmaso e Ricardo Dâmaso sono calciatori.

## Carriera
Ha giocato dieci stagioni nella massima serie portoghese con la maglia del Vitória Setúbal.